# Lithocarpus moluccus
Lithocarpus moluccus là một loài thực vật có hoa trong họ Cử. Loài này được (L.) Soepadmo mô tả khoa học đầu tiên năm 1970.